# Análise gravimétrica
Em química analítica, análise gravimétrica (também conhecida como gravimetria),.
consiste em determinar a quantidade proporcionada de um elemento, radical ou composto presente em uma amostra, eliminando todas as substâncias que interferem e convertendo o constituinte ou componente desejado em um composto de composição definida, que seja suscetível de se pesar.
Os cálculos são realizados com base no peso atômico e peso molecular e se fundamentam em uma constância na composição das substâncias puras e na (estequiometria) das reações químicas.

## Métodos de Análise Gravimétrica

### Precipitação
Neste caso, o analito é convertido em um precipitado pouco solúvel, depois é submetido a filtração, purificação (através da lavagem e aquecimento) e finalmente pesado.
Para que este método possa ser aplicado se requere que o analito cumpra certas propriedades:
- Baixa solubilidade
- Alta pureza ao precipitar
- Alta filtrabilidade
- Composição química definida ao precipitar

### Volatilização
Neste método se medem os componentes da amostra que são ou podem ser voláteis.
O método será direto se evaporarmos o analito e o pesarmos através de uma sustância absorvente que tenha sido previamente pesada assim o ganho de peso corresponderá ao analito analisado.
O método será indireto se volatilizarmos o analito e pesarmos o resíduo posterior à volatilização assim a perda de peso sofrida corresponde ao analito que foi volatilizado.
O método por volatilização só pode ser utilizado se o analito é a única sustância volátil ou se o absorvente é seletivo para o analito.

## Vantagens
A análise gravimétrica, se seus métodos são seguidos cuidadosamente, fornece análises excessivamente precisas. Como fato, a análise gravimética foi usada para determinar as massas atômicas de muitos elementos com seis casas decimais de precisão. Na análise gravimétrica existe pouco espaço para o erro instrumental e não requer uma série de padrões para o cálculo de uma variável desconhecida. Também, os métodos não exigem equipamentos de alto custo. Devido a seu alto grau de precisão, quando realizada corretamente, podendo ser usada para calibrar outros instrumentos em substituição de padrões de referências.

## Desvantagens
A análise gravimétrica normalmente somente provê capacidade de determinação para um único elemento, ou um limitado grupo de elementos, de uma vez. Comparação da moderna combustão de flah dinâmico com acoplada com a cromatografia gasosa com análise por combustão tradicional irá mostrar que esta é tanto mais rápida quanto permite a determinação simultânea de múltiplos elementos enquanto a determinação tradicional permitirá a determinação simultânea de carbono e hidrogênio. Métodos são frequentemente modificados e uma pequena distorção em um passo intermediário em um procedimento pode consequentemente significar desastre para a análise (formação de colóide na precipitação da análise gravimétrica, por exemplo). Comparando-se isto com métodos mais rigorosos, tais como a espectrofotometria e irá se perceber que a análise por este método é muito mais eficiente.